# 2,3-ジヒドロキシ-2,3-ジヒドロ-p-クミン酸デヒドロゲナーゼ
2,3-ジヒドロキシ-2,3-ジヒドロ-p-クミン酸デヒドロゲナーゼ（2,3-dihydroxy-2,3-dihydro-p-cumate dehydrogenase）は、次の化学反応を触媒する酸化還元酵素である。
反応式の通り、この酵素の基質はcis-2,3-ジヒドロキシ-2,3-ジヒドロ-p-クミン酸とNAD+、生成物は2,3-ジヒドロキシ-p-クミン酸とNADHとH+である。
組織名はcis-2,3-dihydroxy-2,3-dihydro-p-cumate:NAD+ oxidoreductaseである。